# Rivière Bazin
Pour les articles homonymes, voir Bazin.
La rivière Bazin est un cours d'eau qui coule a priori dans le territoire de La Tuque, dans la région administrative de la Mauricie, et va se déverser dans la rivière Gatineau dans le territoire non organisé du Lac-Oscar, dans la municipalité régionale de comté (MRC) de Antoine-Labelle, dans la région administrative des Laurentides, au Québec, au Canada.

## Géographie

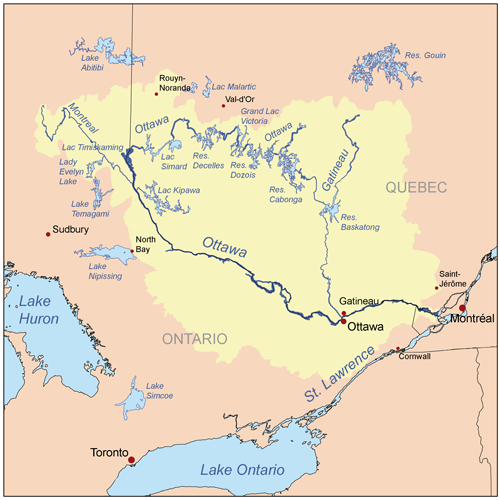
Bassin hydrographique de la rivière des Outaouais.

La rivière Bazin prend sa source au lac De-l'Ours-Blanc (altitude : 435 m) dans le territoire de La Tuque, en Haute-Mauricie. Ce lac de 4,5 km comporte trois zones. L'embouchure du lac est situé au sud-est de la zone sud. La rivière coule sur 5,9 km vers le sud en traversant une zone de marais, jusqu'à la rive nord du lac Raoul que le courant traverse sur 2,9 km. Puis la rivière coule sur 2,4 km vers le sud jusqu'à la rive nord-est du lac Tremblay (long de 8,1 km) lequel contourne le village de Parent en se dirigeant vers l'ouest, jusqu'à une série de rapides. De là, la rivière coule sur 4,5 km vers l'ouest jusqu'à la rencontre avec la rivière à la Marte (venant du nord). Puis la rivière Bazin bifurque vers le sud en recueillant le ruisseau Pitchpine (venant de l'ouest).
Longue de 124 km, la rivière Bazin serpente en milieu forestier, a priori vers le sud. Sur son parcours, la rivière s'élargit pour constituer notamment les lacs Raoul et Du-Tremblay. Puis, elle bifurque vers l'ouest à proximité (au nord) de Parent. Puis le parcours se réoriente vers le sud, puis du sud-ouest. La rivière Bazin aboutit dans la rivière Gatineau, à 27 km au nord-ouest de la baie Judge du réservoir Mitchinamecus après avoir traversé les rapides Mocassin.

## Toponymie
La rivière Bazin traverse le canton de Bazin. Ce toponyme évoque le souvenir de l'écrivain français René Bazin (Angers, France 1853 – Paris, 1932). Dès le printemps 1912, Bazin arrive à Québec dans le cadre de la Mission Champlain. Il prolonge son séjour au Québec pour la participation au premier congrès de la langue française au Canada qui s'est déroulé en juin 1912. Bazin découvre la beauté architecturale de la ville de Québec, surplombant « Le plus beau carrefour d'eau du monde ». L'écrivain rend alors hommage à la population rurale de la province.
Dans un article du 1er septembre 1912, que publie la Revue des Deux Mondes, Bazin fera le récit de son voyage au Québec. Dès 1884, Bazin avait traité du Canada dans son roman Ma tante Giron. En 1910, dans un ouvrage intitulé La Douce France, Bazin tente d'exciter la fibre nationaliste des jeunes Français. Son œuvre a été très lue au Canada-français, notamment dans les collèges classiques de l'époque.
Le toponyme rivière Bazin figure sur des documents cartographiques depuis 1929. Auparavant, le cours d'eau était connu sous le nom rivière Gatineau Nord-Est (1908) ou tout simplement rivière Gatineau (1914).
Le toponyme rivière Bazin figure sur des documents cartographiques depuis 1929. Auparavant, le cours d'eau était connu sous le nom Rivière Gatineau Nord-Est (1908) ou tout simplement rivière Gatineau (1914). Il a été officialisé le 5 décembre 1968 à la Banque des noms de lieux de la Commission de toponymie du Québec.